# Shamash
En la mitología mesopotámica, Šamaš o Shamash (Utu para los sumerios) era el titular de la justicia. Especialmente adorado en Sippar y Larsa.
Los acadios y babilonios consideraban a Shamash hijo de Anu, o en otras ocasiones de Enlil. Durante el periodo sumerio era considerado hijo de Nannar y Ningal, y hermano de Inanna e Iskur. En el período acadio era, junto con Sin e Ishtar, miembro de la "Tríada de dioses con relaciones celestes".
A veces aparece con su esposa Sherida (Aya para acadios y babilonios). Se le representaba con un disco solar de ocho puntas o mediante una figura masculina de cuyos hombros emanaban llamas; en época posterior, su símbolo también fue la balanza. Se le identificaba con el número 20.

## Culto
Su santuario principal estaba en la ciudad de Sippar, que recibía el nombre de E-babbar, y fue construido por Hammurabi. Durante el período sumerio, su santuario principal estaba situado en la ciudad de Larsa, y se denominaba E.babbar, que estaba dedicado a él y a su esposa Aya.
En 1767 a. C. Hammurabi construyó la gran muralla de Sippar, que dedicó al dios Shamash.